# Stocksunds naturreservat
Stocksunds naturreservat är ett naturreservat i Nyköpings kommun i Södermanlands län.
Området är naturskyddat sedan 2024 och är 220 hektar stort. Reservatet ligger nordväst om Lästringe kyrka och består av barrskog med insprängda myrar och småsjöar.